# The Legend of Dragoon
The Legend of Dragoon est un jeu vidéo de rôle développé et édité par Sony Computer Entertainment en 1999 sur PlayStation.
Le jeu se déroule dans un univers d'heroic fantasy où dragons, humains et magie se côtoient. Les « dragoons », transformations partielles de certains hommes, sont faits pour contrôler les dragons et se battre à leur côtés. Le jeu, qui tient sur 4 CD-ROM, possède une durée de vie importante.

## Trame

### Synopsis
L'histoire débute lorsque Shana, l'amie d'enfance de Dart un mercenaire itinérant, qui a décidé de rentrer dans son village natal, le héros du jeu, se fait enlever par l'armée de l'empire totalitaire du Sandor. Personne ne sait pourquoi elle est la seule à avoir été capturée après l'incendie de son village. Dart a en sa possession un artéfact ayant appartenu à son père, et dont il ne se sépare jamais. Cet artéfact se révèlera être l'âme du légendaire dragoon du dragon aux yeux rouges, ayant existé il y a plus de 11 000 ans. Dart décide donc de voler au secours de Shana dans une aventure surprenante, qui oppose en toile de fond deux royaumes. Il devra se lancer a la poursuite du terrible et mystérieux Lloyd l'homme aux cheveux d'argent, retrouver les six autres âmes de Dragoon (comme cela s'est produit lors de la Campagne du Dragon 11 000 ans auparavant) et les six personnes qui pourront les utiliser dans le but de faire revivre la Légende du Dragon. Seuls les dragons et la magie, la tolérance et l'amitié permettront aux personnages d'influer sur la destinée du monde.

### Personnages
- Dragoon pouvant être dirigés dans le jeu :
  - Dart : le héros du jeu, jeune guerrier de 23 ans, il revient d'un voyage visant à traquer et abattre le Monstre du Mal qui a détruit son village natal et tué ses parents. Il possède une âme de dragoon qu'il tient de son père.
  - Shana : Son amie d'enfance, qu'il considère comme "sa petite sœur". Pour elle, Dart sera prêt à accomplir l'impossible. Âgée de 18 ans, elle possède des pouvoirs mystérieux et fait réagir les Vyrages, d'anciennes armes Voliennes. Elle est également le Dragoon du Dragon d'Argent.
  - Lavitz : Chevalier du Basil âgé de 34 ans, rencontré dans la prison d'Héléna. Il deviendra le meilleur ami de Dart par la suite. Il est tué par Lloyd au milieu du premier CD puis remplacé par Albert. Il deviendra le Dragoon du Dragon de Jade après avoir tué Feybrandt le Dragon de Jade et Graham, le meilleur ami de son père qui a trahi Serdio pour devenir un Dragoon.
  - Albert : le roi de Serdio âgé de 26 ans. Il prend la place de Lavitz avec les mêmes pouvoirs que ce dernier.
  - Rose : une femme mystérieuse avec de nombreux secrets. Elle est le Dragoon du Dragon d'Ebene et en connait long sur les Dragoons. Elle est en réalité immortelle et accessoirement le Monstre du Mal.
  - Haschel : un vieux maître en arts martiaux âgé de 60 ans. Il recherche sa fille disparue depuis 20 ans, Claire et il est très possible qu'il soit le grand-père de Dart. Il obtient l'Ame de Dragoon du Dragon Amethyste après la Mort de Doël.
  - Meru : la plus jeune du groupe âgée de 16 ans, toujours prête à s'amuser, mais qui est-elle en vérité ? Elle obtient l'Âme du Dragoon du Dragon Saphir après avoir vaincu une volienne Lenus ainsi que Regole le Dragon Saphir.
  - Kongol : un « grand » enfant à la recherche d'un « chef », seul survivant du peuple des Giganto. Âgé de 37 ans, il deviendra Dragoon par hasard en faisant réagir une pierre mystérieuse dans un souk, c'est également le seul Dragoon dont l'âme peut être manquée.
  - Miranda : une fille de 26 ans, miraculée qui n'a pas sa langue dans sa poche. Elle hérite des pouvoirs de Shana.
- Les Dragoons ayant combattu pendant la Campagne des Dragons il y a 11 000 ans :
  - Zieg (dragoon du feu) et père de Dart, il a été pétrifié pendant 11 000 ans par Melbu Frahma, qui s'était enfermé dans son âme de Dragoon. Lorsque Rose le Monstre du mal attaque le village où Zieg a refait sa vie, il tente d'utiliser son âme et se fait posséder par Melbu.
  - Kanzas (dragoon du tonnerre) Il est motivé par la destruction de toute forme de vie. Bien que mort, son âme n'est pas allée à Mayfil et son corps hante désormais la tour Dragoon.
  - Belzac (dragoon d'or), Amant de Shirley, il se sacrifie en vain pour elle lors de la guerre. Bien que mort, son âme n'est pas allée à Mayfil et son corps hante désormais la tour Dragoon.
  - Shirley (dragoon de la lumière), elle survit sous forme d'un fantôme et est protégée par Drake, un bandit au grand cœur qui s'est attaché à elle.
  - Syuveil (dragoon du vent), érudit, il cherche le sens de la vie dans les livres, bien que mort, son âme n'est pas allée à Mayfil et son corps hante désormais la tour Dragoon.
  - Damia (dragoon de l'eau), une demi-sirène âgée de 14 ans, elle est la plus jeune de tous les Dragoon ayant existé ; bien que morte, son âme n'est pas allée à Mayfil et son corps hante désormais la tour Dragoon.
- Personnages secondaires :
  - Lloyd (un ennemi mystérieux), Dragoon du Dragon Divin et Volien. Loyd est à l’origine de la guerre de Serdio, qu’il créa en manipulant l’empereur Doel. Il prétend vouloir la renaissance de l’empereur Diaz, qui est son maître, mais les choses ne se passent pas comme prévu…
  - Empereur Doel
  - Empereur Diaz, l’homme qui a mené les Humains à la victoire au cours de la Campagne des Dragons.
  - Melbu Frahma (le grand méchant du jeu), le dictateur de la grande civilisation des volliens durant la campagne des Dragon.
  - Charlène Frahma
  - Wink, Sétie et Luana (Sœurs Sacrées)
  - Émilie et Lisa, princesses du royaume de Tiberoa
  - Lenus (survivante des voliens, une ancienne race) Elle possède l’Esprit du Dragon Bleu et possède un Dragon : le dragon Regol, avec qui elle terrorise Tiberoa.
  - Claire (Mére de Dart,et fille de Haschel, ancienne experte en art martiaux)
  - Faust
  - Vector, Selebus et Kubila (les juges)
  - Bardel l'ancien
  - Bardel le jeune
  - Greham, ancien chevalier de Serdio ayant trahi le père de Lavitz au profit du Sandor
  - Gehrich, ancien élève d'Haschel reconverti en bandit.
  - Guaraha, ami d'enfance de Meru
  - Zackwell

### Mythologie
Il y a 10 000 ans le grand Dieu Soa planta une graine dans la terre de Ultimesse. La graine poussa et devint un arbre gigantesque, l'Arbre divin, qui portait en lui 108 fruits. Chacun de ces fruits allait donner naissance à une espèce : les imposants Gigantos, les petits êtres chevelus, Minitos, les redoutables Dragons, les humains, les elfs volants appelés voliens(Winglies), et le 108e fruit qui deviendrait le Dieu de la destruction... Pour quelles raisons Soa aurait-il créé le monde, si c'était pour ensuite le détruire? Quelle qu'en soit la raison, les enfants de l'Arbre Divin vécurent en paix sur Ultimesse pendant mille ans.
Convaincus de la supériorité de leur magie, les voliens devinrent avides de pouvoir et éliminèrent la majeure partie des 108 espèces, et réduisirent en esclavage les races jugées "inférieures". Les Voliens conçurent au moins 5 villes flottantes à partir desquelles ils pouvaient avoir un contrôle total sur le monde: Deningrad, la ville de la naissance; Aglis, la ville magique; Zenebatos, la Ville de la loie; Mayfil, la Ville de la mort et Kadessa, la capitale royale. Ces villes flottaient dans le ciel, ainsi que de nombreuses forteresses comme celle de Flanvel. Les humains étaient à la merci des Voliens, dirigés par le cruel Melbu Frahma, allié au magicien Faust, qui portait sur lui un orbe magique d'où il tirait toute la puissance de sa magie.
Un jour, mené par l'empereur Diaz, les humains se révoltèrent. Cette guerre fut connu sous le nom de "La campagne des Dragons". Au sein de l'armée humaine, 7 guerriers ont obtenu la puissance des dragons, et furent appelés "les Dragoons". Avec la puissance des Dragons, l'armée attaqua les cités voliennes et les fit chuter. Craignant pour leur sort, les voliens ont fait appel à la puissance des  "Virages" (des monstres volants). Cependant, même la puissance des Virages ne fut de taille face aux guerriers Dragoons. Et au terme d'un combat sanglant le chef Dragoon du Dragon-Aux-yeux-Rouges se sacrifia en éliminant Melbu Frahma.

## Système de jeu
Le jeu repose sur des combats au tour par tour. Au lieu d'une "attaque normale" commune dans les J-RPG, chaque personnage attaque ici en utilisant des combinaisons (à l'exception des archères Shana et Miranda qui utilisent une attaque normale). L'exécution de ces combinaisons de coups repose sur un système de rythme nécessitant l'appui sur le touche croix au bon moment pour enchaîner les coups, ou sur le touche rond pour éviter une contre-attaque par la cible.
Les personnages combattent essentiellement avec leurs combinaisons de coups, et stockent des points avec ces combos, pour effectuer leur transformation en dragoon. Lorsqu'ils se transforment en dragoons, le système de combinaison change (il devient une attaque chargée, préparée par un appui en rythme sur un cadran). De plus, les personnages peuvent alors utiliser de la magie.

## Développement
Le développement du jeu a pris trois ans et a occupé jusqu'à 100 personnes,.

## Commercialisation
Le jeu sort au Japon le 2 décembre 1999.

## Accueil
- Gamekult : 7/10[3]
- IGN : 7/10[9]
- Joypad : 7/10[10]

### Ventes
Pour ses débuts au Japon, The Legend of Dragoon a atteint la seconde place des ventes derrière Pokémon Gold and Silver, en vendant plus de 160 000 unités et devenant la meilleure vente en nouveauté de la semaine. A la fin de l'année 1999, le jeu avait vendu plus de 280,000 copies au Japon. Selon Yoshida, les ventes aux Etats-Unis ont été plus importantes qu'au Japon (notamment parce que le jeu a été rendu plus "accessible" en diminuant la difficulté), permettant au jeu de rentrer dans ses frais à cause de son budget élevé. En 2007, The Legend of Dragoon avait vendu 960 000 copies aux Etats-Unis, 440 000 copies en Europe et 355 240 copies au Japon, pour un total de 1 755 240 unités vendus dans le monde.
La récente remise sur le marché via le PSN l'a placé dans le top des jeux PlayStation Classics et il est resté 3 mois dans le top 5 des ventes,.

## Postérité
En 2018, la rédaction du site Den of Geek mentionne le jeu en 24e position d'un top 60 des jeux PlayStation sous-estimés : « Initialement critiqué car trop générique, The Legend of Dragoon est devenu un classique culte sur PS1. Beaucoup de fans du jeu le considèrent même comme supérieur à la série Final Fantasy. »
En 2024, Dart est présent dans Astro Bot en tant que « bot VIP » à sauver. Lorsqu'on lui donne un coup, des nombres représentant les points de vie perdus apparaissent au dessus de lui, comme un clin d'œil à The Legend of Dragoon.